# ∞月のメモリー
- 関ジャニ∞ > キャンジャニ∞ > ∞月のメモリー
- 関ジャニ∞ > オオカミと彗星 > ∞月のメモリー

『∞月のメモリー』（はちがつのメモリー）は、女装した関ジャニ∞によるガールズユニット・キャンジャニ∞の楽曲。2023年8月9日に関ジャニ∞の49枚目のシングル『オオカミと彗星』のカップリングとして発売された。

## 概要
- 本曲は、通算3曲目となる「キャンジャニ∞」名義のオリジナル楽曲である[1][2][3][4][注 1]。
- 本曲は、1980年代のテイストが入ったノスタルジックな楽曲である[9][10][11]。
- 本曲は、キャンジャニ∞が出演するコーセー『米肌』のCMソングとして起用された[1][2][3][4][12]。
  - 対象商品を購入すると、「イッツ マイ肌 スペシャル5点セット」や「キャンジャニ∞×米肌オリジナルトレカ（全1種）」がプレゼントされる、同商品とのコラボキャンペーンが実施された[12][1][2][3][4]。
- 本曲の情報解禁当初は「楽曲詳細は一切不明」として、キャンジャニ∞の楽曲である事は伏せられていた[5][8]。
- 2023年8月9日、関ジャニ∞の49thシングル『オオカミと彗星』の通常盤と初回限定「夏」盤のカップリングとして発売された[5][6][7][8]。
  - 同作の初回限定「夏」盤の特典映像には、本曲のミュージック・ビデオやソロアングルなども収録された[5][6][7][8]。

## プロモーション
- 2023年6月28日、関ジャニ∞の49thシングル『オオカミと彗星』の通常盤と初回限定「夏」盤に本曲が収録される事が発表された[5][6][7][8]。
- 同年7月25日、キャンジャニ∞がコーセー『米肌』のキャンペーンキャラクターに就任およびウェブCMへの出演が発表され、本曲が「キャンジャニ∞」名義でCMソングとして起用された事も発表された[1][2][3][4][12]。
- 同年7月29日、村上信五の冠ラジオ番組『村上信五くんと経済クン』（文化放送）で本曲がラジオ初オンエアされた[13]。
- 同年8月5日、キャンジャニ∞のデビュー8周年の記念日に、本曲のミュージック・ビデオが公開された[14][15][16][17]。
- 同年8月8日、キャンジャニ∞のボイス付きLINEスタンプ『キャンジャニ∞のかわちぃスタンプ』が配信された[14][15][16][17]。
- 同年8月9日、関ジャニ∞の49thシングル『オオカミと彗星』のカップリングとして発売された[5][6][7][8]。
  - 同作の初回限定「夏」盤の特典映像には、本曲のMVやソロアングルなども収録された[5][6][7][8]。

## ミュージック・ビデオ
- キャンジャニ∞のデビュー8周年である2023年8月5日にMVが公開された[14][15][16][17]。
- 同MVのテーマは「ホカンスを楽しむ"大人のしっとり感"かつ"少女の儚さ"」である[18][15][16][17]。
- 撮影場所は南国ムードあるプール付きのホテルで[18]、午前はプールサイドでクリームソーダやゼリーを手に歌うシーン、午後は屋内のホールでサビのダンスパートが撮影された[9][11]。
- 今回のMVでは、前作「ないわぁ〜フォーリンラブ」まで楽曲披露の際に着用していた制服ではなく、新衣装として薄い紫色のラベンダー柄のワンピースを着用している[9][10][15][16][17]。
- 撮影当日に約10分程度で振付を覚えたというが、本番の撮影は全員がほぼ一発で成功したという[9][18][19]。

## クレジット
- 作詞：中山英司、Peach
- 作曲：こさかりょうこ、Peach
- 編曲：梅原新、Peach

## タイアップ
- コーセー『米肌』CMソング[1][2][3][4]

## 収録作品

### シングル
- 49thシングル『オオカミと彗星』(通常盤・初回限定「夏」盤)

### 映像作品

#### ミュージック・ビデオ
- 49thシングル『オオカミと彗星』(初回限定「夏」盤 特典Blu-ray/DVD)